# Atletika na Poletnih olimpijskih igrah 1932
Atletika na Poletnih olimpijskih igrah 1932. Tekmovanja so potekala v triindvajsetih disciplinah za moške  in šestih za ženske med 31. julijem in 7. avgustom 1932 v Los Angelesu, udeležilo se jih je 386 atletov iz štiriintridesetih držav.

## Dobitniki medalj
| Disciplina          | Zlato                                                          | Srebro                                                                                  | Bron                                                                                 |
| 100 m               | Eddie Tolan (USA)                                              | Ralph Metcalfe (USA)                                                                    | Arthur Jonath (GER)                                                                  |
| 200 m               | Eddie Tolan (USA)                                              | George Simpson (USA)                                                                    | Ralph Metcalfe (USA)                                                                 |
| 400 m               | Bill Carr (USA)                                                | Ben Eastman (USA)                                                                       | Alex Wilson (CAN)                                                                    |
| 800 m               | Tommy Hampson (GBR)                                            | Alex Wilson (CAN)                                                                       | Phil Edwards (CAN)                                                                   |
| 1500 m              | Luigi Beccali (ITA)                                            | Jerry Cornes (GBR)                                                                      | Phil Edwards (CAN)                                                                   |
| 5000 m              | Lauri Lehtinen (FIN)                                           | Ralph Hill (USA)                                                                        | Lauri Virtanen (FIN)                                                                 |
| 10000 m             | Janusz Kusociński (POL)                                        | Volmari Iso-Hollo (FIN)                                                                 | Lauri Virtanen (FIN)                                                                 |
| 110 m z ovirami     | George Saling (USA)                                            | Percy Beard (USA)                                                                       | Donald Finlay (GBR)                                                                  |
| 400 m z ovirami     | Bob Tisdall (IRL)                                              | Glenn Hardin (USA)                                                                      | Morgan Taylor (USA)                                                                  |
| 3000 m z ovirami    | Volmari Iso-Hollo (FIN)                                        | Thomas Evenson (GBR)                                                                    | Joe McCluskey (USA)                                                                  |
| Štafeta 4 × 100 m   | ZDA · Bob Kiesel · Hector Dyer · Emmett Toppino · Frank Wykoff | Nemčija · Friedrich Hendrix · Erich Borchmeyer · Arthur Jonath · Helmut Körnig          | Italija · Giuseppe Castelli · Gabriele Salviati · Ruggero Maregatti · Edgardo Toetti |
| Štafeta 4 × 400 m   | ZDA · Ivan Fuqua · Edgar Ablowich · Karl Warner · Bill Carr    | Združeno kraljestvo · Crew Stoneley · Tommy Hampson · David Burghley · Godfrey Rampling | Kanada · James Ball · Ray Lewis · Phil Edwards · Alex Wilson                         |
| Maraton             | Juan Carlos Zabala (ARG)                                       | Sam Ferris (GBR)                                                                        | Armas Toivonen (FIN)                                                                 |
| Hitra hoja na 50 km | Tommy Green (GBR)                                              | Jānis Daliņš (LAT)                                                                      | Ugo Frigerio (ITA)                                                                   |
| Skok v daljino      | Ed Gordon (USA)                                                | Lambert Redd (USA)                                                                      | Čuhei Nambu (JPN)                                                                    |
| Troskok             | Čuhei Nambu (JPN)                                              | Erik Svensson (SWE)                                                                     | Kenkiči Ošima (JPN)                                                                  |
| Skok v višino       | Duncan McNaughton (CAN)                                        | Bob Van Osdel (USA)                                                                     | Simeon Toribio (PHI)                                                                 |
| Skok ob palici      | Bill Miller (USA)                                              | Šuhei Nišida (JPN)                                                                      | George Jefferson (USA)                                                               |
| Suvanje krogle      | Leo Sexton (USA)                                               | Harlow Rothert (USA)                                                                    | František Douda (TCH)                                                                |
| Met diska           | John Anderson (USA)                                            | Henri LaBorde (USA)                                                                     | Paul Winter (FRA)                                                                    |
| Met kopja           | Matti Järvinen (FIN)                                           | Matti Sippala (FIN)                                                                     | Eino Penttilä (FIN)                                                                  |
| Met kladiva         | Pat O'Callaghan (IRL)                                          | Ville Pörhölä (FIN)                                                                     | Peter Zaremba (USA)                                                                  |
| Deseteroboj         | James Bausch (USA)                                             | Akilles Järvinen (FIN)                                                                  | Wolrad Eberle (GER)                                                                  |

## Dobitnice medalj
| Disciplina        | Zlato                                                                      | Srebro                                                                   | Bron                                                                                     |
| 100 m             | Stanisława Walasiewicz (POL)                                               | Hilda Strike (CAN)                                                       | Wilhelmina von Bremen (USA)                                                              |
| 80 mm z ovirami   | Babe Didrikson (USA)                                                       | Evelyne Hall (USA)                                                       | Marjorie Clark (RSA)                                                                     |
| Štafeta 4 × 100 m | ZDA · Mary Carew · Evelyn Furtsch · Annette Rogers · Wilhelmina von Bremen | Kanada · Mary Frizzell · Mildred Fizzell · Lillian Palmer · Hilda Strike | Združeno kraljestvo · Nellie Halstead · Eileen Hiscock · Gwendoline Porter · Violet Webb |
| Skok v višino     | Jean Shiley (USA)                                                          | Babe Didrikson (USA)                                                     | Eva Dawes (CAN)                                                                          |
| Met diska         | Lillian Copeland (USA)                                                     | Ruth Osburn (USA)                                                        | Jadwiga Wajs (POL)                                                                       |
| Met kopja         | Babe Didrikson (USA)                                                       | Ellen Braumüller (GER)                                                   | Tilly Fleischer (GER)                                                                    |

## Medalje po državah
| Poz | Država              | Zlato | Srebro | Bron | Skupaj |
| 1   | ZDA                 | 16    | 13     | 6    | 35     |
| 2   | Finska              | 3     | 4      | 4    | 11     |
| 3   | Združeno kraljestvo | 2     | 4      | 2    | 8      |
| 4   | Poljska             | 2     | 0      | 1    | 3      |
| 5   | Irska               | 2     | 0      | 0    | 2      |
| 6   | Kanada              | 1     | 3      | 5    | 9      |
| 7   | Japonska            | 1     | 1      | 2    | 4      |
| 8   | Italija             | 1     | 0      | 2    | 3      |
| 9   | Argentina           | 1     | 0      | 0    | 1      |
| 10  | Nemčija             | 0     | 2      | 3    | 5      |
| 11  | Švedska             | 0     | 1      | 0    | 1      |
| 11  | Latvija             | 0     | 1      | 0    | 1      |
| 13  | Filipini            | 0     | 0      | 1    | 1      |
| 13  | Francija            | 0     | 0      | 1    | 1      |
| 13  | Češkoslovaška       | 0     | 0      | 1    | 1      |
| 13  | Južna Afrika        | 0     | 0      | 1    | 1      |